# Voetbalkampioenschap van Fogo
Voetbalkampioenschap van Fogo is de regionale voetbalcompetitie van Fogo dat tot Kaapverdië behoort. Het is het enige Kaapverdisch eiland dat ook nog een tweede voetbalcompetitie heeft genaamd Second Level. De winnaar speelt in de Kaapverdisch voetbalkampioenschap. Botafogo heeft de meeste titels, namelijk acht.

## Clubs in het seizoen 2014/15

### Eerste divisie
- Associação Académica do Fogo
- Baxada
- Botafogo (São Filipe)
- Cutelinho FC (Mosteiros)
- Juventude
- No Pintcha
- Spartak (Aguadinha)
- União (São Lourenço)
- Valência (Às-Hortas-São Filipe)
- Vulcânicos (São Filipe)

### Sekunde divisie
- ABC de Patim
- Brasilim
- Desportivo Cova Figueira
- Esperança
- Grito Povo[dode link]
- Luzabril
- Nova Era
- Parque Real

## Winnaars
- 1979-80: Botafogo
- 1984–85: Académica
- 1985–86: Académica
- 1986–87: Académica
- 1987–88: Académica
- 1988–89: Botafogo
- 1989–90: Cutelinho/Botafogo?
- 1990–91: Académica
- 1991–92: Vulcânicos
- 1992–93: Académica
- 1993–94: Vulcânicos
- 1994–95: Académica
- 1995–96: Botafogo
- 1996–97: Académica
- 1997–98: Vulcânicos
- 1998–99: Vulcânicos
- 1999–2000: Vulcânicos
- 2000–01: Botafogo
- 2001–02: Académica
- 2002–03: Cutelinho
- 2003–04: Vulcânicos
- 2004–05: Académica
- 2005–06: Botafogo
- 2006–07: Vulcânicos
- 2007–08: Académica
- 2008–09: Vulcânicos
- 2009–10: Botafogo
- 2010–11: Vulcânicos
- 2011–12: Académica
- 2012–13: Académica
- 2013–14: Académica
- 2014-15: Spartak (Aguadinha)

## Voorzitter
- Pedro Fernandes Pires